# 2025年BWFワールドツアー
2025年BWFワールドツアー（英語: 2025 BWF World Tour）は、BWFが主催する、BWFワールドツアーファイナルズまでの全31大会の2025年シーズン。
31大会の内訳は、レベル1（BWFワールドツアーファイナルズ）、レベル2（スーパー1000）が4大会、レベル3（スーパー750）が6大会、レベル4（スーパー500）が9大会、レベル5（スーパー300）が11大会で構成されている。
大会のもう1つのグレードとして、レベル6（スーパー100）があり、2024年は9大会が開催される。

## 優勝選手
| 大会                           | 詳細         | 男子シングルス               | 女子シングルス               | 男子ダブルス                                            | 女子ダブルス                                                      | 混合ダブルス                                                |
| ファイナルズ                   | ファイナルズ | ファイナルズ                 | ファイナルズ                 | ファイナルズ                                            | ファイナルズ                                                      | ファイナルズ                                                |
| ------------------------------ | ------------ | ---------------------------- | ---------------------------- | ------------------------------------------------------- | ----------------------------------------------------------------- | ----------------------------------------------------------- |
| BWFワールドツアーファイナルズ  | Report       | 不明の旗                     | 不明の旗                     | 不明の旗 · 不明の旗                                     | 不明の旗 · 不明の旗                                               | 不明の旗 · 不明の旗                                         |
| スーパー1000                   |              |                              |                              |                                                         |                                                                   |                                                             |
| マレーシア・オープン           | 詳細         | 石宇奇                       | 安洗塋                       | 金元昊 徐承宰                                           | 福島由紀 松本麻佑                                                 | デチャポル・プアヴァラヌクロー スピサラ・ピュオサンプラン   |
| 全英オープン                   | 詳細         | 石宇奇                       | 安洗塋                       | 金元昊 徐承宰                                           | 松山奈未 志田千陽                                                 | 郭新娃 陳芳卉                                               |
| インドネシア・オープン         | 詳細         | アンダース・アントンセン     | 安洗塋                       | 金元昊 徐承宰                                           | 劉聖書 譚寧                                                       | トム・ジケル デルフィン・デルリュ                           |
| 中国オープン                   | 詳細         | 石宇奇                       | 王祉怡                       | ファジャル・アルフィアン ムハマド・ショヒブル・フィクリ | 劉聖書 譚寧                                                       | 馮彥哲 黄東萍                                               |
| スーパー750                    |              |                              |                              |                                                         |                                                                   |                                                             |
| インド・オープン               | 詳細         | ビクター・アクセルセン       | 安洗塋                       | ゴー・ジーフェイ ヌル・イズディン                       | 五十嵐有紗 櫻本絢子                                               | 蒋振邦 魏雅欣                                               |
| シンガポール・オープン         | 詳細         | クンラブット・ビチットサーン | 陳雨菲                       | アーロン・チア ソー・ウーイック                         | 金慧貞 孔熙容                                                     | デチャポル・プアヴァラヌクロー スピサラ・ピュオサンプラン   |
| ジャパン・オープン             | 詳細         | 石宇奇                       | 安洗塋                       | 金元昊 徐承宰                                           | 劉聖書 譚寧                                                       | 蒋振邦 魏雅欣                                               |
| China Masters                  | Report       | 不明の旗                     | 不明の旗                     | 不明の旗 · 不明の旗                                     | 不明の旗 · 不明の旗                                               | 不明の旗 · 不明の旗                                         |
| Denmark Open                   | Report       | 不明の旗                     | 不明の旗                     | 不明の旗 · 不明の旗                                     | 不明の旗 · 不明の旗                                               | 不明の旗 · 不明の旗                                         |
| French Open                    | Report       | 不明の旗                     | 不明の旗                     | 不明の旗 · 不明の旗                                     | 不明の旗 · 不明の旗                                               | 不明の旗 · 不明の旗                                         |
| スーパー500                    |              |                              |                              |                                                         |                                                                   |                                                             |
| インドネシア・マスターズ       | 詳細         | クンラブット・ビチットサーン | ラチャノック・インタノン     | マン・ウェイチョン ティー・カイウン                     | 金慧貞 孔熙容                                                     | 緑川大輝 齋藤夏                                             |
| タイ・オープン                 | 詳細         | クンラブット・ビチットサーン | 陳雨菲                       | アーロン・チア ソー・ウーイック                         | タン・パーリー ティナア・ムラリタラン                             | 馮彥哲 黄東萍                                               |
| マレーシア・マスターズ         | 詳細         | 李詩灃                       | 王祉怡                       | マン・ウェイチョン ティー・カイウン                     | 劉聖書 譚寧                                                       | 馮彥哲 黄東萍                                               |
| Hong Kong Open                 | Report       | 不明の旗                     | 不明の旗                     | 不明の旗 · 不明の旗                                     | 不明の旗 · 不明の旗                                               | 不明の旗 · 不明の旗                                         |
| Korea Open                     | Report       | 不明の旗                     | 不明の旗                     | 不明の旗 · 不明の旗                                     | 不明の旗 · 不明の旗                                               | 不明の旗 · 不明の旗                                         |
| Arctic Open                    | Report       | 不明の旗                     | 不明の旗                     | 不明の旗 · 不明の旗                                     | 不明の旗 · 不明の旗                                               | 不明の旗 · 不明の旗                                         |
| Japan Masters                  | Report       | 不明の旗                     | 不明の旗                     | 不明の旗 · 不明の旗                                     | 不明の旗 · 不明の旗                                               | 不明の旗 · 不明の旗                                         |
| Australian Open                | Report       | 不明の旗                     | 不明の旗                     | 不明の旗 · 不明の旗                                     | 不明の旗 · 不明の旗                                               | 不明の旗 · 不明の旗                                         |
| スーパー300                    |              |                              |                              |                                                         |                                                                   |                                                             |
| タイ・マスターズ               | 詳細         | ジェイソン・テー             | ポルンパウィ・チョチュウォン | 真龍 徐承宰                                             | ラニー・トリア・マヤサリ シティ・ファディア・シルバ・ラマダンティ | デチャポル・プアヴァラヌクロー スピサラ・ピュオサンプラン   |
| ドイツ・オープン               | 詳細         | ビクター・アクセルセン       | ヨ・ジアミン                 | 金元昊 徐承宰                                           | 大竹望月 高橋美優                                                 | ロビン・タベリン アレクサンドラ・ボイエ                     |
| オルレアン・マスターズ         | 詳細         | アレックス・ラニアー         | 安洗塋                       | 姜敏赫 奇東柱                                           | 金慧貞 孔熙容                                                     | イェスパー・トフト アマリー・マゲルンド                     |
| スイス・オープン               | 詳細         | 翁泓陽                       | 陳雨菲                       | キティヌポン・ケドレン デチャポル・プアヴァラヌクロー   | 賈一凡 張殊賢                                                     | 馮彥哲 魏雅欣                                               |
| Spain Masters                  | Report       | Cancelled                    | Cancelled                    | Cancelled                                               | Cancelled                                                         | Cancelled                                                   |
| 台北オープン                   | 詳細         | ロー・ケンユー               | 宮崎友花                     | 邱相榤 王齊麟                                           | 謝培珊 洪恩慈                                                     | ジャファル・ヒダヤトゥラー フェリシャ・パサリブ             |
| USオープン                     | 詳細         | アユシュ・シェッティ         | ベイウェン・ツァン           | 頼柏佑 蔡富丞                                           | ベンヤパ・エイムサード ヌンタカーン・エイムサード                 | ラスムス・イスパーセン アマリー・セシリー・クスク           |
| カナダ・オープン               | 詳細         | 西本拳太                     | 水津愛美                     | 李芳至 李芳任                                           | ベンヤパ・エイムサード ヌンタカーン・エイムサード                 | ルッタナパク・ウプトーン イェニチャ・サッジャイプラパラット |
| マカオ・オープン               | 詳細         | アルウィ・ファルハン         | 陳雨菲                       | ジュナイディ・アリフ ヤプ・ロイキン                     | 謝培珊 洪恩慈                                                     | マシアス・クリスティアンセン アレクサンドラ・ボイエ         |
| Hylo Open                      | Report       | 不明の旗                     | 不明の旗                     | 不明の旗 · 不明の旗                                     | 不明の旗 · 不明の旗                                               | 不明の旗 · 不明の旗                                         |
| Korea Masters                  | Report       | 不明の旗                     | 不明の旗                     | 不明の旗 · 不明の旗                                     | 不明の旗 · 不明の旗                                               | 不明の旗 · 不明の旗                                         |
| Syed Modi International        | Report       | 不明の旗                     | 不明の旗                     | 不明の旗 · 不明の旗                                     | 不明の旗 · 不明の旗                                               | 不明の旗 · 不明の旗                                         |
| スーパー100                    |              |                              |                              |                                                         |                                                                   |                                                             |
| 瑞昌マスターズ                 | 詳細         | 孫超                         | 張芸曼                       | 陳永鋭 陳喆涵                                           | 陳笑菲 馮雪穎                                                     | 鄧俊文 吳芷柔                                               |
| Baoji China Masters            | Report       | 不明の旗                     | 不明の旗                     | 不明の旗 · 不明の旗                                     | 不明の旗 · 不明の旗                                               | 不明の旗 · 不明の旗                                         |
| Vietnam Open                   | Report       | 不明の旗                     | 不明の旗                     | 不明の旗 · 不明の旗                                     | 不明の旗 · 不明の旗                                               | 不明の旗 · 不明の旗                                         |
| Indonesia Masters Super 100 I  | Report       | 不明の旗                     | 不明の旗                     | 不明の旗 · 不明の旗                                     | 不明の旗 · 不明の旗                                               | 不明の旗 · 不明の旗                                         |
| Kaohsiung Masters              | Report       | 不明の旗                     | 不明の旗                     | 不明の旗 · 不明の旗                                     | 不明の旗 · 不明の旗                                               | 不明の旗 · 不明の旗                                         |
| Abu Dhabi Masters              | Report       | 不明の旗                     | 不明の旗                     | 不明の旗 · 不明の旗                                     | 不明の旗 · 不明の旗                                               | 不明の旗 · 不明の旗                                         |
| Malaysia Super 100             | Report       | 不明の旗                     | 不明の旗                     | 不明の旗 · 不明の旗                                     | 不明の旗 · 不明の旗                                               | 不明の旗 · 不明の旗                                         |
| Indonesia Masters Super 100 II | Report       | 不明の旗                     | 不明の旗                     | 不明の旗 · 不明の旗                                     | 不明の旗 · 不明の旗                                               | 不明の旗 · 不明の旗                                         |
| Guwahati Masters               | Report       | 不明の旗                     | 不明の旗                     | 不明の旗 · 不明の旗                                     | 不明の旗 · 不明の旗                                               | 不明の旗 · 不明の旗                                         |
| Odisha Masters                 | Report       | 不明の旗                     | 不明の旗                     | 不明の旗 · 不明の旗                                     | 不明の旗 · 不明の旗                                               | 不明の旗 · 不明の旗                                         |

| ファイナルズ     |
| スーパー1000 (4) |
| スーパー750 (6)  |
| スーパー500 (9)  |
| スーパー300 (11) |
| スーパー100 (10) |